# Sällskapet (herrklubb)
För andra sällskap med liknande namn, se Sällskapet

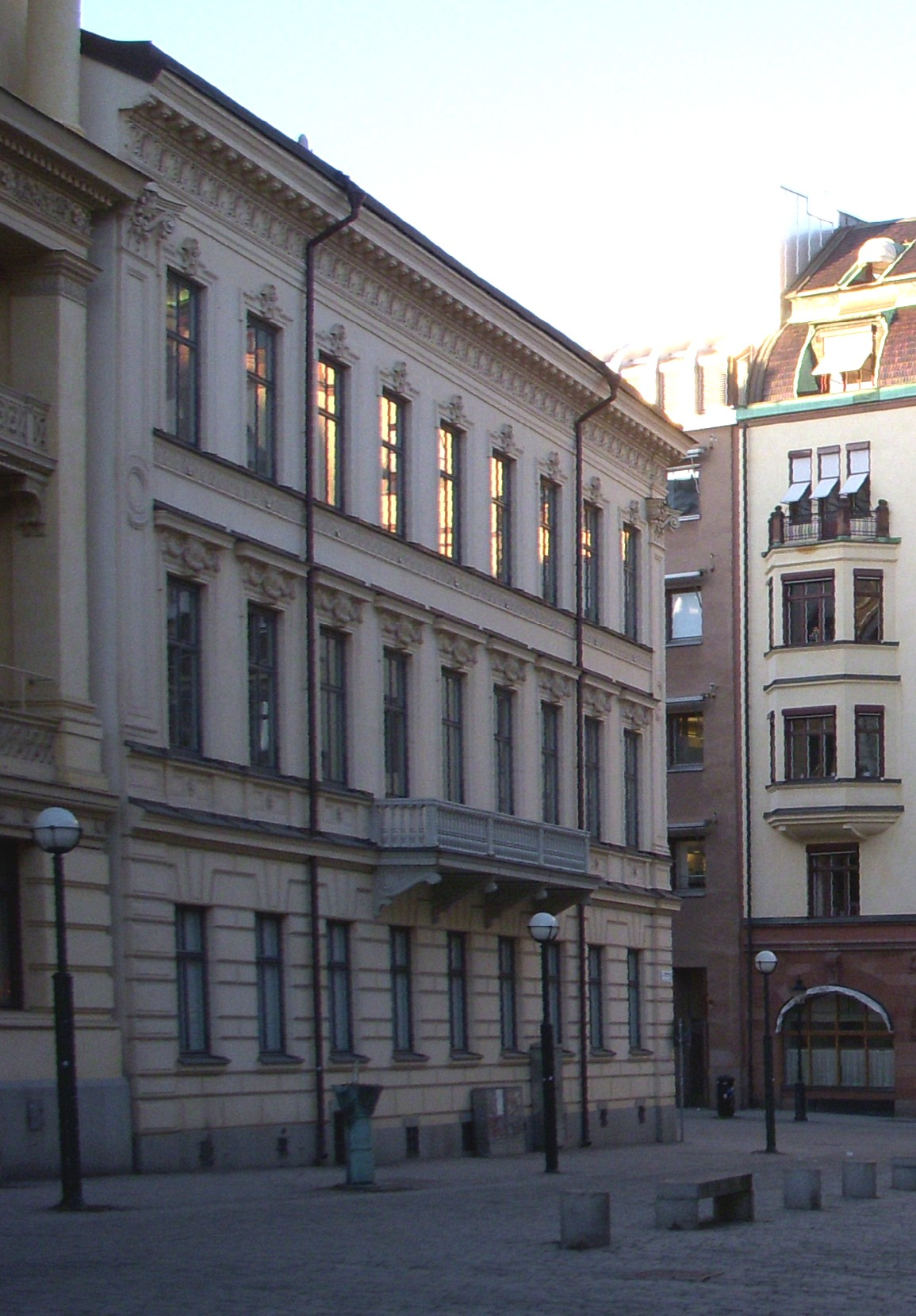
Fasaden mot Blasieholmstorg

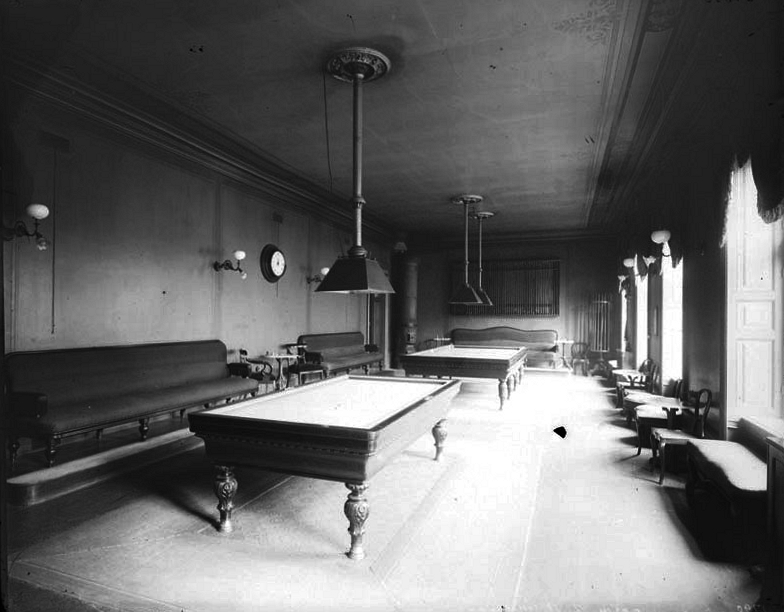
Biljardsalen 1901

Sällskapet är en social klubb som grundades 1 december 1800 och har sina lokaler på Arsenalsgatan 7 vid Blasieholmstorg i Stockholm. De ursprungliga stiftarna var i huvudsak grosshandlare och köpmän. Ledamöternas antal bestämdes till 400, enligt det första protokollet 16 jan 1801. Kung Carl XVI Gustaf är Sällskapets förste hedersledamot och i klubbens foyer finns en byst av honom skapad av skulptören Gudmar Olovson. Där står även en byst av Karl XIV Johan skänkt av denne till klubben 1844 och skapad av skulptören Johan Niclas Byström. Klubben leds av en direktion. Dess ordförande är bankdirektör Michael Zell. Den dagliga verksamheten leds av en verkställande direktör.

## Fastigheten
Klubben höll från början till i Kirsteinska huset vid Munkbron. År 1849 flyttade den till Bergstrahlska huset vid Riddarhustorget och Stora Nygatan och 1857 till Hotel Rydberg vid Gustaf Adolfs torg.
Sedan 31 mars 1870 har sällskapet sina lokaler i fastigheten Arsenalsgatan 7, som byggdes för Sällskapet, invigdes 1874 och som övergick i dess ägo 31 mars 1877. Fastigheten är ritad av arkitekten Johan Fredrik Åbom och inrymmer också en kopia av den bankettlokal denne ritade för det gamla Hotel Rydberg vid Gustav Adolfs torg. Denna lokal är i dag klubbens huvudmatsal. Därtill kommer många mindre klubbrum med bl.a. biljard- och bridgespelrum samt ett stort bibliotek. Klubben har en egen bibliotekarie.